# المدينة الطبية لقوى الأمن بالمنطقة الشرقية
المدينة الطبية لقوى الأمن بالمنطقة الشرقية (وسابقًا مستشفى سعد التخصصي) هو أحد أفخر مستشفيات الخبر، يملكه رجل الأعمال معن الصانع، وسُمّي المستشفى باسم ابنه سعد. تعرض المستشفى لأزمة مالية ثم أغلق، وسعى بعض التجار إلى شرائه من صاحبه.

## الموقع
يقع المستشفى في مدينة الخبر بالمنطقة الشرقية من المملكة العربية السعودية، وبالتحديد عند تقاطع شارع الأمير فيصل بن فهد مع شارع الأمير حمود بن عبد العزيز.

## التحويل لمدينة طبية
في 2 مارس 2021، تم تحويله لاستخدام قوى الأمن بالمنطقة الشرقية بمسمى «المدينة الطبية لقوى الأمن بالمنطقة الشرقية».